# Марія Доротея Вюртемберзька
Марія Доротея Вюртемберзька (нім. Maria Dorothea von Württemberg; 1 листопада 1797 — 30 березня 1855) — принцеса Вюртемберзька з Вюртемберзького дому, донька герцога Людвіга Вюртемберзького та принцеси Нассау-Вайльбург Генрієтти, дружина палатина Угорщини Йозефа Антона, матір королеви Бельгії Марії Генрієтти. Одна з найосвіченіших жінок свого часу.

## Біографія

### Ранні роки
Марія Доротея народилась 1 листопада 1797 у Карлсруе в Силезії, первістком в родині принца Людвіга Вюртемберзького та його другої дружини Генрієтти Нассау-Вайльбург, народившись за 10 місяців після їхнього весілля. Мала старшого брата Адама від першого шлюбу батька, згодом у неї з'явились молодші сестри Амелія, Пауліна, Єлизавета і брат Александр.

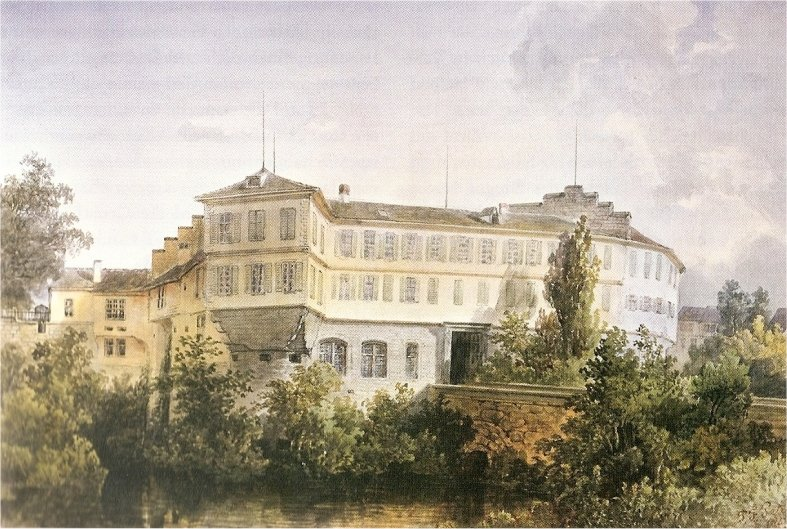
Замок Кірхгайм

Доки батько перебував на російській службі, родина часто переїжджала. У 1807 році сімейство повернулось до Вюртембергу і певний час брало участь у придворному житті, оскільки король Фрідріх I був старшим братом Людвіга. Однак Людвіг, відомий своїм марнотратством, швидко наробив безліч боргів. Це викликало скандал, і родину віддалили від двору. Восени 1811 вони оселилися у замку Кірхгайм.
Для дітей була винайнята французька гувернантка. Загалом вони отримали всебічну освіту. Марія Доротея виявляла винятковий талант до музики. Певний час їй давав уроки Карл Марія фон Вебер, який працював у Людвіга особистим секретарем.
Батька не стало восени 1817 року. Молодша сестра Амелія встигла до цього часу вже вступити в шлюб. Подальшим облаштуванням життя дітей займалася мати.

### Шлюб із палатином Угорщини

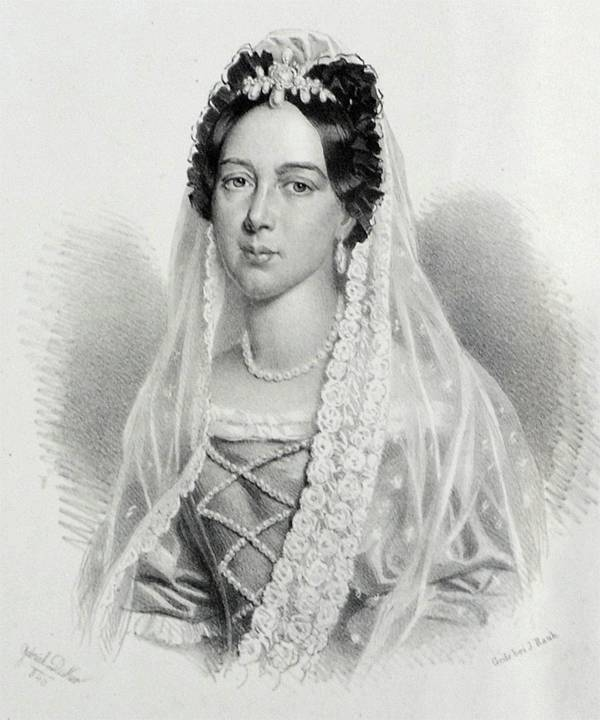
Марія Доротея, літографія Габріеля Деккера

24 серпня 1819 року був укладений шлюб між 21-річною Марією Доротеєю та ерцгерцогом Австрійським Йозефом Антоном. Наречений був молодшим братом австрійського імператора Франца II та обіймав посаду палатина Угорщини. На момент весілля йому виповнилося 43 роки, він двічі овдовів і мав двох малолітніх дітей від попереднього шлюбу. Вінчання відбулося у Кірхгаймі на Теку.
За короткий проміжок часу принцеса вивчила угорську мову та звернулася до угорської парламентської делегації, яка вітала її, на їхній рідній мові, що було безпрецедентно для Габсбургів. Це викликало сильну недовіру з боку віденського двору в додаток до того, що Марія Доротея сповідувала іншу віру.
Згодом княгиня опанувала латину, грецьку та іврит. Знала англійську, французьку та німецьку літературу, розвивала музичні здібності. Вважалася однією з найосвіченіших жінок свого часу.
У 1819 році, невдовзі по приїзду, вона стала покровителькою Благодійної жіночої організації. Наступного року придбала будинок, де бідні жінки могли заробити ручною працею, наприклад, плетінням. Також ініціювала п'ятьох дівчат для роботи у школах в різних частинах Буди.
Подорожувала Угорщиною разом з чоловіком, щоб краще пізнати культуру, вдосконалити мову, дізнатись про потреби населення та надалі сприяти розвитку країни. Скрізь володарююча пара отримувала теплий прийом. Так, на другу річницю весілля, у 1821 році, вони навідали маленьке селище Орошгаза. Документи про цю подію наразі зберігаються у бібліотеці ім. Ференца Сечені.
Шлюб виявився щасливим. У ньому народила п'ятеро дітей, з яких троє досягли дорослого віку. Родина була згуртованою та жила у гармонії. Мешкали вони у замку Буди. У 1827 році було закінчено будівництво замка Альчуті, який став літньою резиденцією сім'ї. Нову будівлю оточував англійський сад з дендрарієм.
Марія Доротея побожною лютеранкою, професійно розбиралася у теологічних питання, добре знала Біблію, брала активну участь у житті лютеранської общини в Угорщині та сприяла її розвитку. Була противницею антисемітизму, користувалася високою репутацією серед євреїв.
Щедро допомагала бідним як фінансово, так і особисто. Підтримувала існуючі благодійні організації, сама створювала нові, що турбувалися про маленьких дітей, сиріт, хворих та сліпих.
У 1830 —1831 роках країну охопила епідемія холери. У цей час страждання підданих ерцгерцогиня намагалася полегшити, як грошима, так і роздаючи продукти харчування. Лише за один місяць допомогу отримали 3200 чоловік.
Під час повені 1837 року вона відкрила двері палацу для безпритульних і наказала кухарям готувати їжу для всіх.
У 1839 разом з іншими високопосадовими особами заснувала дитячу лікарню для бідних у Будапешті.
Сприяла розвитку науки та мистецтва. Її чоловік також всіляко підтримував мистецтво та народну освіту. Наприклад, він заснував перший технічний навчальний заклад в Угорщині.
13 січня 1847 року Йозефа Антона не стало. Не зважаючи на умови шлюбного контракту, австрійський двір попросив ерцгерцогиню виїхати із королівського замку, залишивши при цьому дітей, що ще не досягли повноліття.

### Подальші роки

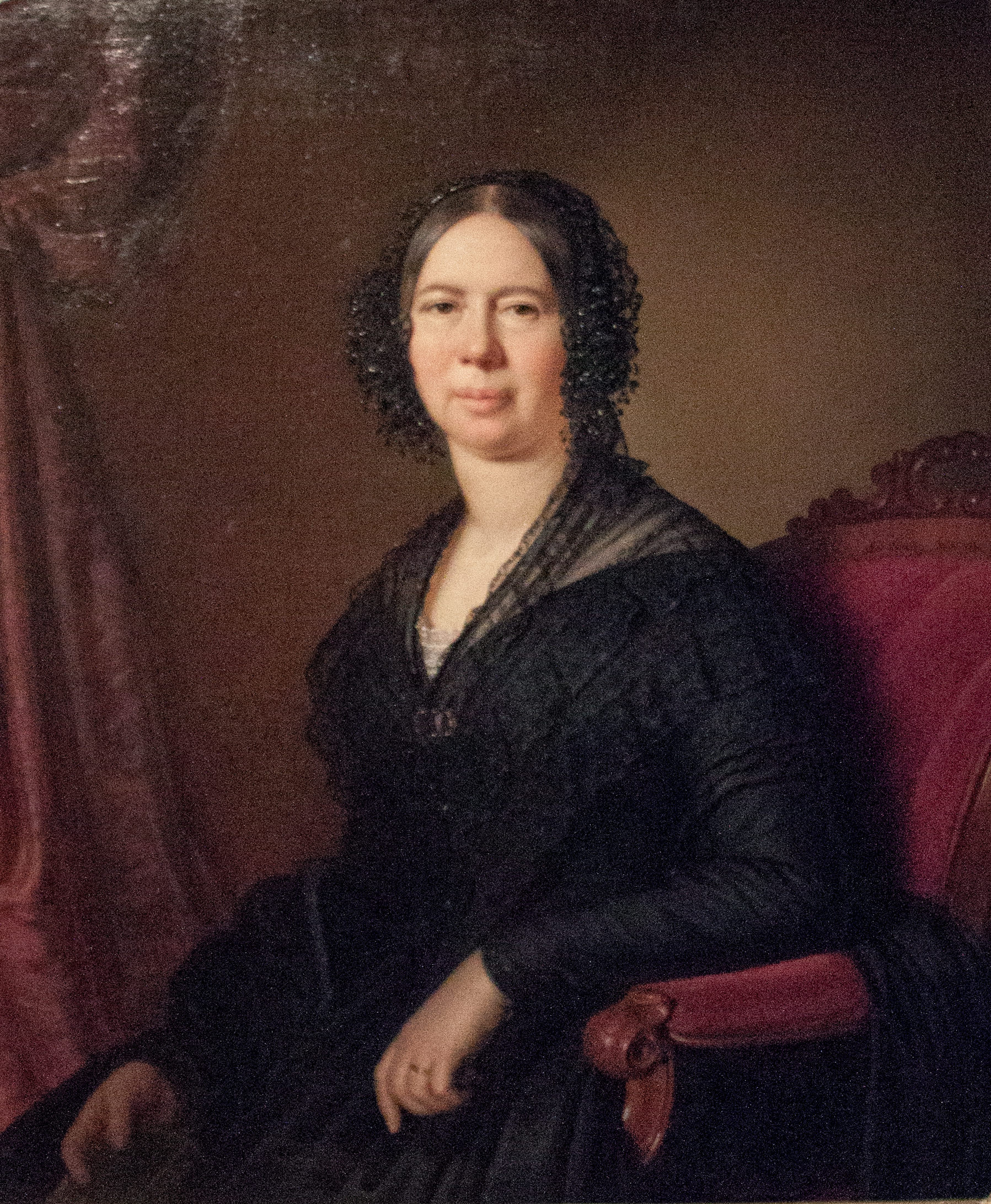
Ерцгерцогиня Марія Доротея, портрет Антона Айнсля, 1847

Проживати Марія Доротея була змушена в Аугартені у Відні. З мовчазної згоди уповноваженого органу тричі навідала лютеранську общину у Буді, при цьому не маючи ані фрейлін, ані карет.
Продовжувала цікавитися єврейською літературою та товаришувала із головним рабином Відня Лазарем Горовіцем.
Під час революції 1848-49 років співчувала повсталим, але безуспішно намагалася добитися пом'якшення вироків її діячам.
3 січня 1855 ерцгерцогиня прибула до Буди з офіційним візитом, щоб допомагати доньці Єлизаветі, яка була вагітною. Невдовзі Марія Доротея захворіла і була прикута до ліжка. Її онук народився на початку березня, але прожив лише тиждень. Сама вона пішла з життя на світанку 30 березня. Перед смертю їй вдалося поспілкуватися з пасторами.
4 квітня народ проводжав її в останню путь. На похованні були присутніми ерцгерцог Альбрехт із дружиною Хільдегардою та інші члени династії Габсбургів. Похована  Марія Доротея в усипальниці палатинів у королівському замку Буди, поруч із чоловіком.
За десять років її донька Марія Генрієтта стала королевою-консортом Бельгії.

## Родина

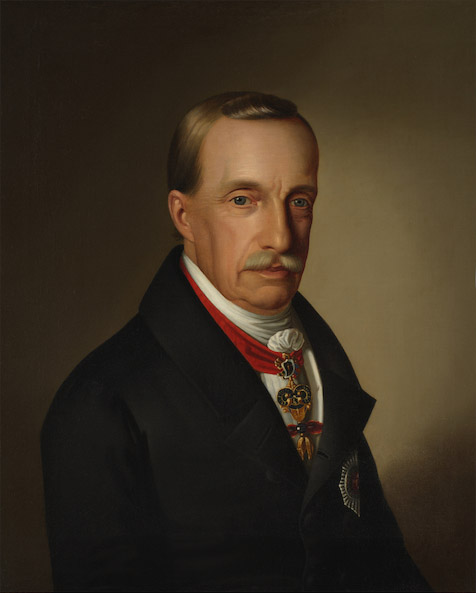
Йозеф Антон Австрійський

Чоловік — Йозеф Антон Австрійський, палатин Угорщини
Діти:
- Франциска (31 липня—23 серпня 1820) — прожила лише місяць;
- Александр (1825—1837) — прожив 12 років;
- Єлизавета (1831—1903) — була у двох шлюбах, мала семеро дітей від обох шлюбів;
- Йозеф Карл (1833—1905) — генерал від кавалерії, був одруженим з Клотильдою Саксен-Кобург-Готської, мав семеро дітей;
- Марія Генрієтта (1836—1902) — дружина короля Бельгії Леопольда II, мали четверо дітей.